# 明朝藩王列表 (燕王系)
本页面列出明朝自明太祖分封的燕国藩王。

## 燕國
| 洪武十一年（1378年）就藩北平府 |          |                |               | |
| 稱號                           | 國君姓名 | 關係           | 在位年數      | 註記 |
| 燕王                           | 朱棣     | 朱元璋、嫡四子 | 1370年─1402年 | 庚子年（元至正二十年）四月十七日生。母孝慈高皇后馬氏。洪武三年四月初七封。洪武十三年三月十七日就藩於北平布政司北平府。建文二年起兵靖难，建文四年六月十七日即皇帝位，改元永乐。永乐二十二年七月十八日崩，在王位三十年，在帝位二十二年，寿六十五。葬京师昌平长陵。妃徐氏，中山王徐达长女，洪武三十五年（建文四年）十一月十三日册为皇后。 |
|                                |          |                |               | |

### 高陽國
| 洪武二十八年（1395年）封。 |          |              |               |                                              |
| 稱號                       | 國君姓名 | 關係         | 在位年數      | 註記                                         |
| 高陽王                     | 朱高煦   | 朱棣、嫡二子 | 1395年—1404年 | 洪武二十八年封，永樂二年進漢封。郡爵不再襲。 |